# Villa Goethestraße 1 (Dresden)

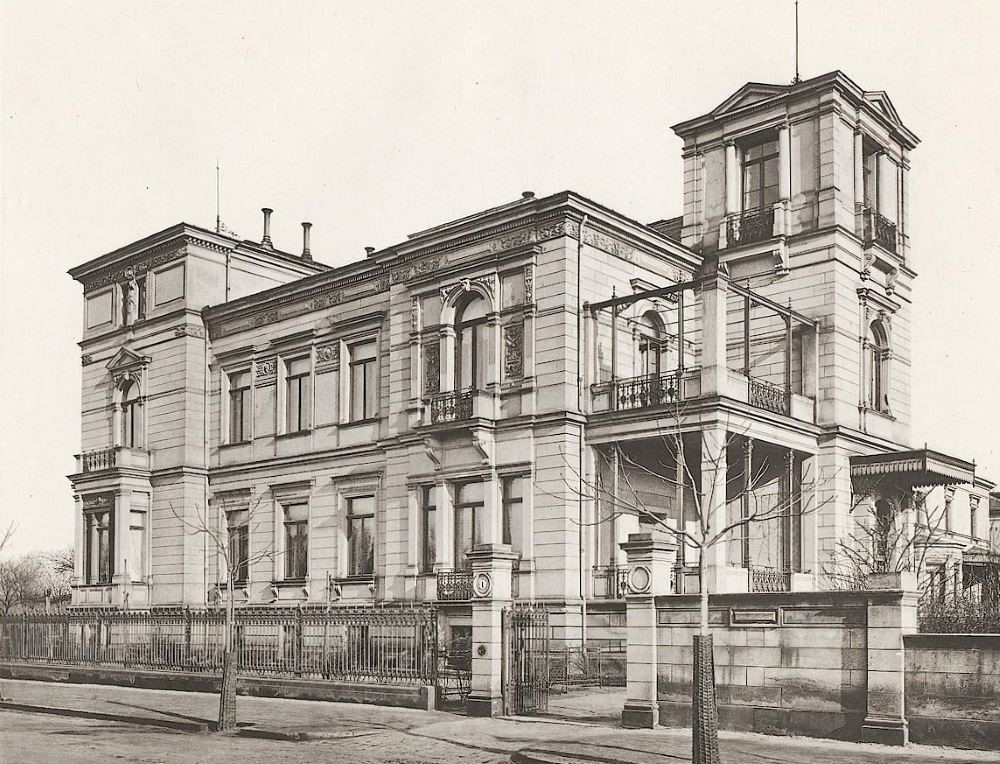
Villa Goethestraße 1 (1875, Ansicht von der Goethestraße)

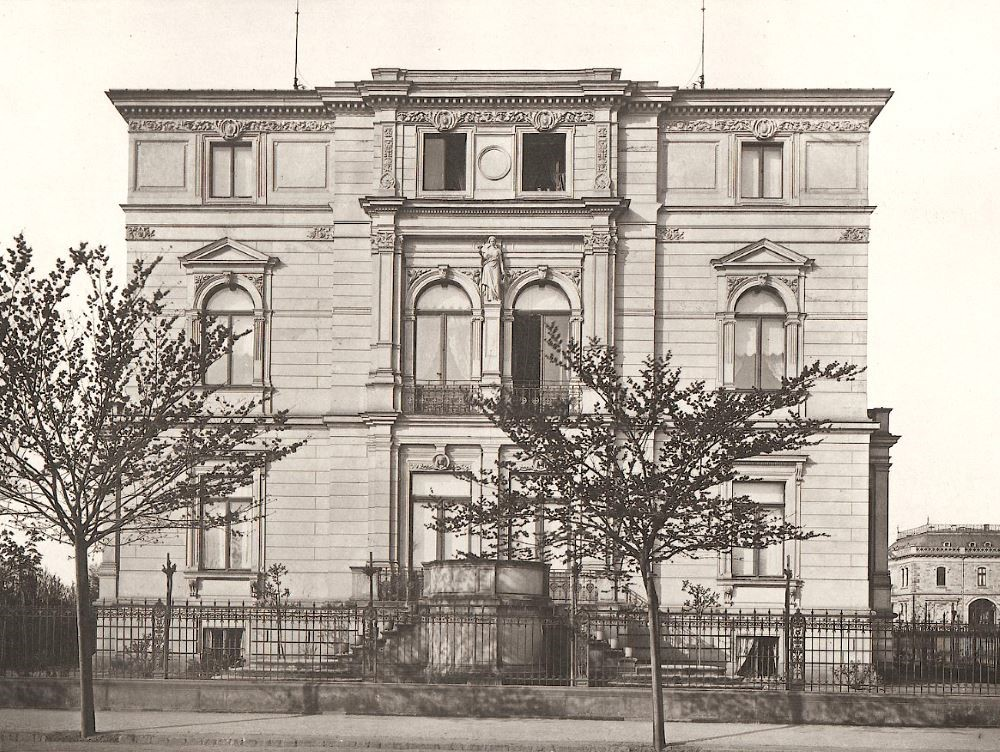
Villa Goethestraße 1 (1875, Ansicht von der Parkstraße)

Die Villa Goethestraße 1 (heute Gret-Palucca-Straße) in Dresden wurde 1869 bis 1870 von Karl Eberhard als „charakteristischer Bau der Dresdner Schule“ an der Ecke zur Parkstraße erbaut und 1945 zerstört.

## Beschreibung
Der Bau war zwei bzw. zweieinhalb Geschosse hoch. Die Frontlänge einer asymmetrischen Schaufassade gegen die Goethestraße war 5 Fensterachsen lang, während die der symmetrischen Seitenfassade vier Fensterachsen lang war. Ein dreigeschossiger Treppenturm in der Mittelachse dominierte die rechte 4-achsige Seitenansicht. An der Schaufassade befanden sich Seitenrisalite, wobei der linke Risalit ein halbes Geschoss höher war als der rechte. Es war ein Sandsteinbau, der durch Gesimse und Bänder gegliedert war, wobei die Wandfläche durch horizontale Gesimsbänder genutet war. Die Fenstergewände zeigten eine Pilasterarchitektur mit Palladio-Motiv. An den beiden Seitenrisaliten war eine reiche, feingliedrige Reliefs zu sehen. Ebenso unterhalb des Kranzgesimses befanden sich üppige Reliefarbeiten.

## Geschichte
Die südlichen Seitenstraßen der Parkstraße – der östlichen Verlängerung der Dresdner Bürgerwiese – wurden um 1870 als Villengegend neu erschlossen. Die Villa Goethestraße 1 befand sich an der östlichen Ecke zur Parkstraße, gegenüber der an der westlichen Ecke liegenden und etwa zur gleichen Zeit erbauten Villa Parkstraße 2. Als ersten Eigentümer des Gebäudes (oder des zu bebauenden Grundstücks) verzeichnet das Dresdner Adressbuch von 1869 den Partikulier A. F. W. Rahe, schon im darauf folgenden Jahr sind „Rahe’s Erben“ eingetragen. Zu dieser Zeit wohnte die Witwe Rahe auch noch im Haus, das sie wenige Jahre später der Preußischen Gesandtschaft in Dresden vermietete. Gesandter war über 20 Jahre lang Graf Carl von Dönhoff. Um 1910 ging das Haus in den Besitz der Leipziger Ökonomischen Sozietät über.